# Битка на Мурик
Битката на Мурик (на гръцки: Η μάχη στο Μουρίκι) е бой между гръцки андартски чети и османска войска, станал на 23 април/6 май 1905 година в планината Мурик, Костурско.

## История
На 22 април (5 май нов стил) гръцките обединени чети на Георгиос Катехакис (водена в негово отсъствие от заместника му Георгиос Томбрас), Петрос Манос и Павлос Гипарис - общо около 110 четници се движат в планината Мурик между Влашка Блаца и Клисура в посока Лехово. Османските власти научават за движението на четата и една военна част обсажда Влашка Блаца, а друга се насочва в Мурик и, подпомогвати от падналата мъгла, се приближават незабелязано до гърците. След като се натъкват на гръцките караули започва стрелба, която кара и османските войници при Блаца да се присъединят към битката. Сражението е тежко. Гърците успяват с атака да пробият обръча и се разпръсват в околностите.
Няколко десетки османски войници са убити или ранени. От гръцка страна основният удар е поет от четата на Гипарис, която е почти унищожена. Загиват Теодорос Капианос, Павлос Вардулакис, Манусос Куцудакис, а Йосиф Кундуракис е ранен.
След сражението районът е блокиран от около 3000 войници. Четите на Катехакис и Манос се оттеглят на юг към Сятища, където се присъединяват към четата на Христос Зукис и Димитриос Вардис. 30 четници на Катехакис и 30 четници на Манос напускат четите.